# Ross-sziget
A Ross-szigetet négy vulkán alkotja az antarktiszi Ross-tengerben, a Viktória-föld közelében. A világ egyik legdélibb szigete és a legdélibb, ami hajóval elérhető. 
Nem tévesztendő össze a szintén antarktiszi James Ross-szigettel.

## Földrajza

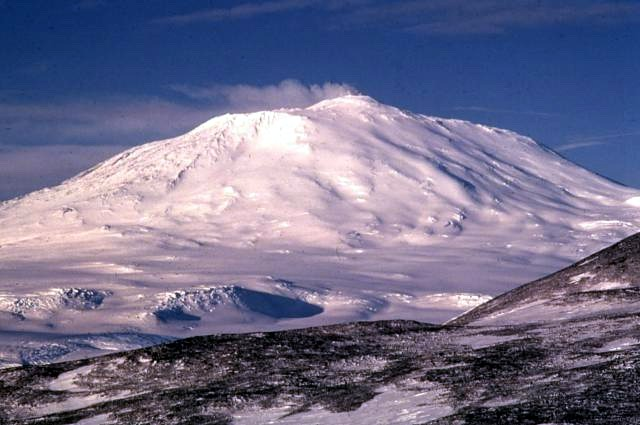
Az Erebus vulkán

Területe 2460 km², szinte teljes egészében jég és hó borítja. A szigeten található a Föld legdélibb aktív vulkánja, a Mount Erebus (3794 m), amely egyben az Antarktisz második legmagasabb tűzhányója is. Szintén itt helyezkedik el a nyugvó Mount Terror vulkán (3230 m). A Ross-sziget fő tömegétől különállóan helyezkedik el a Mount Bird (1765 m), lejtőin a Shell- és Endeavour Piedmont-gleccserekkel. Bár területe kisebb, mint Luxemburgé, a Ross-sziget a világ 6. legmagasabb szigete, és ezzel a világ legmeredekebb szigete cím tulajdonosa.

## Felfedezése
A szigetet James Clark Ross fedezte fel 1841-ben és a két vulkánnak hajói, a HMS Erebus és a HMS Terror nevét adta. Az ő tiszteletére nevezte el a szigetet később Robert F. Scott.
Lévén helyenként jégmentes és a legdélibb, hajóval is elérhető sziget, a Ross-sziget sok Déli-sarki expedíció kiindulópontjaként szolgált. Scott és Shackleton expedícióinak kunyhóit a mai napig megőrizték.

## Bázisok
A szigeten két állandó bázis található,  az új-zélandi Scott kutatóállomás és az Antarktisz legnagyobb települése, az amerikai McMurdo kutatóállomás. A Greenpeace 1987 és 1992 között itt üzemeltette a World Park Base-t. A bázisok lakosain kívül még mintegy félmillió Adélie-pingvin lakik a szigeten. 
A Ross-sziget a Ross-territórium része amelyre Új-Zéland területi igényt tart fent.

## Fordítás
- Ez a szócikk részben vagy egészben  a   Ross Island című angol Wikipédia-szócikk ezen változatának fordításán alapul.  Az eredeti cikk szerkesztőit annak laptörténete sorolja fel. Ez a jelzés csupán a megfogalmazás eredetét és a szerzői jogokat jelzi, nem szolgál a cikkben szereplő információk forrásmegjelöléseként.